# Tiumen

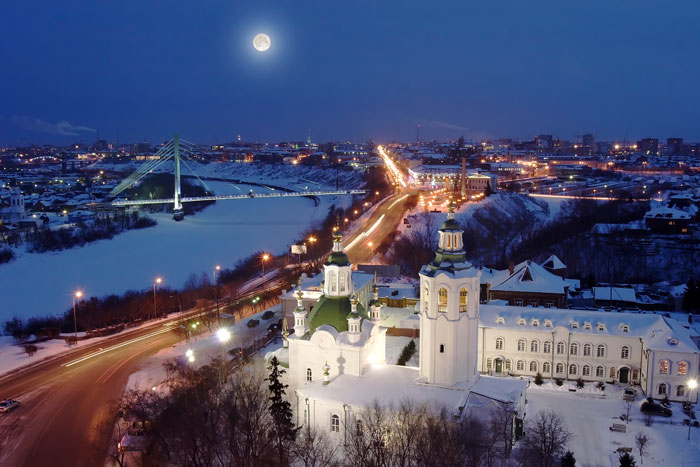
Vy över Tiumen.

Tiumen (ryska: Тюме́нь lyssna (fil)) är den administrativa huvudorten för Tiumen oblast i det Uraliska federala distriktet i Ryssland. Staden har cirka 700 000 invånare. Den ligger i den västra delen av Västsibiriska slätten vid floden Tura.
Tiumen har utvecklats till en knutpunkt för transporter med både en flodhamn samt en station längs med den Transsibiriska järnvägen. I staden finns bland annat mineral-, varv- och kemiindustri. Tack vare den stora utvinningen av olja och naturgas i västra Sibirien, har Tiumens näringsliv fått ett stort uppsving.
Staden var den första ryska staden som grundades i Sibirien. Det skedde 1586, på platsen för en tatarisk bosättning som erövrats av Jermak år 1581.

## Geografi

### Klimat
|                                            | Jan   | Feb   | Mar   | Apr  | Maj  | Jun  | Jul  | Aug  | Sep  | Okt  | Nov   | Dec   |
| ------------------------------------------ | ----- | ----- | ----- | ---- | ---- | ---- | ---- | ---- | ---- | ---- | ----- | ----- |
| Normaldygnets maximitemperaturs medelvärde | −11,1 | −8,0  | 0,0   | 9,7  | 17,9 | 23,3 | 24,4 | 21,4 | 15,0 | 7,1  | −3,5  | −9,1  |
| Normaldygnets minimitemperaturs medelvärde | −19,6 | −18,1 | −10,5 | −1,0 | 5,4  | 11,3 | 13,4 | 11,0 | 5,5  | −0,6 | −10,4 | −16,8 |
|                                            |       |       |       |      |      |      |      |      |      |      |       |       |
| Nederbörd                                  | 23,0  | 14,8  | 17,8  | 25,4 | 42,2 | 56,3 | 88,9 | 55,8 | 53,8 | 37,4 | 37,0  | 25,8  |

| Diagram | temperaturer i °C • månadsnederbörd i mm • Källa: Тюмень - климат и погода | temperaturer i °C • månadsnederbörd i mm • Källa: Тюмень - климат и погода | temperaturer i °C • månadsnederbörd i mm • Källa: Тюмень - климат и погода | temperaturer i °C • månadsnederbörd i mm • Källa: Тюмень - климат и погода | temperaturer i °C • månadsnederbörd i mm • Källa: Тюмень - климат и погода | temperaturer i °C • månadsnederbörd i mm • Källa: Тюмень - климат и погода | temperaturer i °C • månadsnederbörd i mm • Källa: Тюмень - климат и погода | temperaturer i °C • månadsnederbörd i mm • Källa: Тюмень - климат и погода | temperaturer i °C • månadsnederbörd i mm • Källa: Тюмень - климат и погода | temperaturer i °C • månadsnederbörd i mm • Källa: Тюмень - климат и погода | temperaturer i °C • månadsnederbörd i mm • Källa: Тюмень - климат и погода | temperaturer i °C • månadsnederbörd i mm • Källa: Тюмень - климат и погода |
|         | 23 -11 -20                                                                 | 15 -8 -18                                                                  | 18 0 -11                                                                   | 25 10 -1                                                                   | 42 18 5                                                                    | 56 23 11                                                                   | 89 24 13                                                                   | 56 21 11                                                                   | 54 15 6                                                                    | 37 7 -1                                                                    | 37 -4 -10                                                                  | 26 -9 -17                                                                  |

## Administrativt område

### Stadsdistrikt
Tiumen är indelat i fyra stadsdistrikt.
| Stadsdistrikt | Invånarantal 9 oktober 2002 | Invånarantal 14 oktober 2010 | Invånarantal 1 januari 2015 |
| ------------- | --------------------------- | ---------------------------- | --------------------------- |
| Kalininskij   | 157 505                     | 163 997                      | 193 071                     |
| Leninskij     | 218 147                     | 132 842                      | 163 680                     |
| Tsentralnyj   | 135 067                     | 149 375                      | 176 609                     |
| Vostotjnyj    | Ingen uppgift               | 135 693                      | 163 677                     |
| TOTALT        | 510 719                     | 581 907                      | 697 037                     |

Distriktet Vostotjnyj var tidigare en del av Leninskij. Invånarantalet för 2010 och 2015 inkluderar områden som inte ingick år 2002. Se tabellen nedan. 

### Stadens administrativa område
| Stad/Ort        | Invånarantal 9 oktober 2002 | Invånarantal 14 oktober 2010 | Invånarantal 1 januari 2015 |
| --------------- | --------------------------- | ---------------------------- | --------------------------- |
| Tiumen          | 510 719                     | 581 907                      | 697 037                     |
| Melioratorov    | 5 340                       | Ingen uppgift                | Ingen uppgift               |
| Landsbygd       | Se nedan                    | Se nedan                     | Ingen uppgift               |
| Antipino        | 5 180                       | 5 173                        | Ingen uppgift               |
| Matmasy         | 3 353                       | 3 057                        | Ingen uppgift               |
| Mys             | 12 971                      | Ingen uppgift                | Ingen uppgift               |
| Parfenovskij    | 3 876                       | Ingen uppgift                | Ingen uppgift               |
| Tarmany         | 5 515                       | Ingen uppgift                | Ingen uppgift               |
| Övrig landsbygd | 17 226                      | 14 679                       | Ingen uppgift               |
| TOTALT          | 564 180                     | 604 816                      | 697 037                     |

Melioratorov samt det som tidigare räknades som landsbygd är numera sammanslaget med centrala Tiumen.